# Hydrovatus angusticornis
Hydrovatus angusticornis är en skalbaggsart som beskrevs av Olof Biström 1997. Hydrovatus angusticornis ingår i släktet Hydrovatus och familjen dykare. Inga underarter finns listade i Catalogue of Life.